# Панчхари
Панчхари (бенг. পানছড়ি, англ. Panchhari) — город на юго-востоке Бангладеш, административный центр одноимённого подокруга. Площадь города равна 82,88 км². По данным переписи 2001 года, в городе проживало 11 207 человек, из которых мужчины составляли 53,54 %, женщины — соответственно 46,46 %. Плотность населения равнялась 135 чел. на 1 км². Уровень грамотности населения составлял 33,1 % (при среднем по Бангладеш показателе 43,1 %). 